# Yudho
Yudho är en ort i Mexiko.   Den ligger i kommunen Nicolás Flores och delstaten Hidalgo, i den sydöstra delen av landet, 150 km norr om huvudstaden Mexico City. Yudho ligger 1 606 meter över havet och antalet invånare är 153.
Terrängen runt Yudho är huvudsakligen bergig, men åt sydost är den kuperad. Runt Yudho är det ganska glesbefolkat, med 22 invånare per kvadratkilometer. Närmaste större samhälle är Cardonal, 17,8 km söder om Yudho. I omgivningarna runt Yudho växer i huvudsak blandskog.